# روان‌شناسی اخلاقی

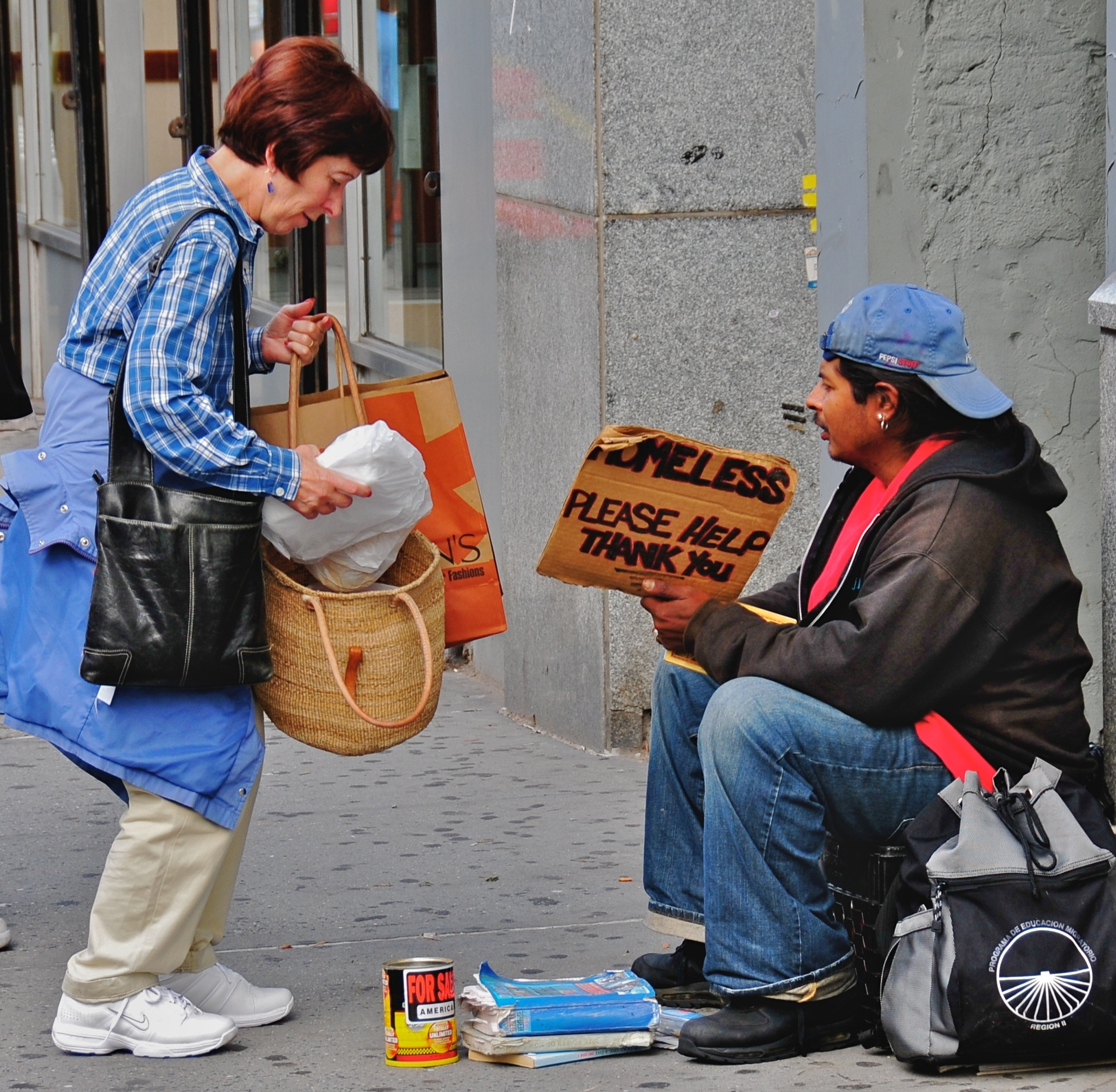
روان‌شناسی اخلاقی

روان‌شناسی اخلاقی (به انگلیسی: Moral psychology)، یک قلمرو پژوهشی در فلسفه و روان‌شناسی است. برخی اصطلاح «روان‌شناسی اخلاق» را نسبتاً بسیار محدود به کار می‌برند: برای ارجاع به پژوهش پرورش اخلاقی. اما دیگران تمایل به استفاده از این اصطلاح به‌طور گسترده‌تر دارند تا شامل هر موضوعی در محل تلاقی اخلاق و روان‌شناسی و فلسفه ذهن شود. برخی از موضوعات اصلی در این قلمرو عبارتند از: داوری اخلاقی، استدلال اخلاقی، حساسیت اخلاقی، مسئولیت اخلاقی، انگیزه اخلاقی، هویت اخلاقی، عمل اخلاقی، پرورش اخلاقی، تنوع اخلاقی، شخصیت اخلاقی (به ویژه چندانکه به اخلاق‌شناسی فضیلت‌گرا مربوط می‌شود), نوع‌دوستی، خودخواهی روانی، نیک‌بختی اخلاقی، پیش‌بینی اخلاقی، هیجان اخلاقی، پیش‌بینی عاطفی، اختلاف نظر اخلاقی.